# Rel
Rel – amerykański serial telewizyjny (sitcom) wyprodukowany przez Broken Good Productions, Industrial Brothers, Morningside Entertainment oraz 20th Century Fox Television, którego twórcami są Lil Rel Howery, Kevin Barnett i Josh Rabinowitz. Serial był emitowany od 9 września 2018 roku do 13 stycznia 2019 roku przez FOX.
18 kwietnia 2019 roku, stacja FOX anulowała serial po jednym sezonie.

## Fabuła
Serial opowiada o Lilu Rel, mężu i kochającym ojcu, który pewnego dnia dowiaduje się, że własna żona ma romans z jego fryzjerem.
Rel postanawia rozpocząć nowe życie, po odejściu żony i dzieci, szuka nowej miłości i nowego fryzjera.

## Obsada

### Główna
- Lil Rel Howery jako Lil Rel
- Jordan L. Jones jako Nat[3]
- Jessica 'Jess Hilarious' Moore jako Brittany[4]
- Sinbad jako Dad[5]

## Odcinki
| Sezon | Odcinki | Oryginalna emisja w FOX | Oryginalna emisja w FOX |
| Sezon | Odcinki | Premiera sezonu         | Finał sezonu            |
| ----- | ------- | ----------------------- | ----------------------- |
| 1     | 12      | 9 września 2018         | 13 stycznia 2019        |

### Sezon 1 (2018-2019)
| Nr | Tytuł                | Reżyseria   | Scenariusz                                                      | Premiera w FOX       |
| -- | -------------------- | ----------- | --------------------------------------------------------------- | -------------------- |
| 1  | Pilot                | Gerry Cohen | Lil Rel Howery, Kevin Barnett, Josh Rabinowitz                  | 9 września 2018      |
| 2  | Laundry Room         | Gerry Cohen | Lil Rel Howery, Kevin Barnett, Josh Rabinowitz                  | 30 września 2017     |
| 3  | Kids First Visit     | Mike Scully | Lil Rel Howery, Mike Scully                                     | 7 października 2018  |
| 4  | One Night Stand      | Gerry Cohen | Lil Rel Howery, Aeysha Carr                                     | 14 października 2018 |
| 5  | Halloween            | Gerry Cohen | Aeysha Carr, Hugh Moore                                         | 21 października 2018 |
| 6  | Windy City Politics  | Gerry Cohen | Danielle Sanchez-Witzel                                         | 4 listopada 2018     |
| 7  | Re-Enter The Dragons | Gerry Cohen | Andrew Lee                                                      | 11 listopada 2018    |
| 8  | Blizzard             | Gerry Cohen | Josh Rabinowitz, Kevin Barnett                                  | 18 listopada 2018    |
| 9  | Brittany's Mom       | Gerry Cohen | Rae Sanni                                                       | 2 grudnia 2018       |
| 10 | Hate & Hip Hop       | Gerry Cohen | Josh Rabinowitz, Kevin Barnett                                  | 9 grudnia 2018       |
| 10 | Mom                  | Gerry Cohen | Lil Rel Howery, James Heller Chapman, Willie Hunter, Dave Helem | 6 stycznia 2019      |
| 12 | Cleveland            | Gerry Cohen | Mike Mariano                                                    | 13 stycznia 2019     |

## Produkcja
19 stycznia 2018 roku, stacja FOX ogłosiła zamówienie pilotowego odcinka komedii
.
W kolejnym miesiącu, poinformowano, że Rel Jordan L. Jones wcieli się w rolę Nata, brata głównego bohatera.
W marcu 2018 roku, ogłoszono, że Jessica 'Jess Hilarious' Moore i Sinbad dołączyli do obsady.
11 maja 2018 roku, stacja  FOX ogłosiła zamówienie pierwszego sezonu komedii, który zadebiutuje w sezonie telewizyjnym 2017/2018.